# Celloconcert (Barber)
Samuel Barbers Celloconcert op. 22 in a-klein, voltooid op 22 november 1945, was het tweede van zijn drie grote concerten. (Het eerste was het Vioolconcert op.14, en het derde het Pianoconcert op. 38).
Barber kreeg de opdracht tot het schrijven van dit celloconcert van cellist Raya Garbousova uit Rusland die speelde bij het Boston Symphony Orchestra. Tijdens het componeren vroeg Barber deze cellist om haar complete repertoire voor hem te spelen, zodat Barber een idee kon krijgen van haar stijl en technisch kunnen. Er wordt dan ook gezegd dat dit celloconcert haar op het lijf geschreven is. Garbousova voerde het concert uit met het Boston Symphony Orchestra op 5 april 1946. Barber won met dit stuk de New York Music Critics' Circle Award in 1947. Garbousava verfijnde haar interpretatie van dit werk tot aan haar pensionering. Geleidelijk vond het concert zijn weg in het repertoire van veel andere cellisten, hoewel het niet veel wordt uitgevoerd vanwege de technisch hoge eisen die aan de cellist gesteld worden.
Het werk bestaat uit 3 delen:
1. Allegro moderato
2. Andante sostenuto
3. Molto allegro e appassionato

De bezetting is: 2 fluiten, hobo, althobo, 2 klarinetten, basklarinet, 2 fagotten, 2 hoorns, 3 trompetten, pauken, snare drum, en strijkers.